# Gotra octocincta
Gotra octocincta is een insect uit de familie van de gewone sluipwespen (Ichneumonidae). De wetenschappelijke naam van de soort werd in 1906 gepubliceerd door William Harris Ashmead.